# Fjandø
Fjandø est une petite île inhabitée de 0,4 km2 au sud-ouest du fjord de Nissum dans l’ouest du Jutland. L’île est une extension de la péninsule Nørre Fjand et s’étend sur environ deux kilomètres dans le fjord. Parce qu’elle est formée de remparts de plage, elle ne ressemble pas aux îlots d’herbe basse que l’on voit habituellement dans les zones fermées des fjords, et il y a des creux humides entre les remparts de plage en forme de dunes et les bordures de prairie sèche de largeur variable à l’extérieur.
L’île est l'une des plus importantes réserves pour les colonies d’oiseaux côtiers du Danemark. Sa végétation caractéristique de landes, composée entre autres de bruyères, de camarine noire, de molinie bleue et de myrtille des marais est entretenue en été par des moutons qui broutent. Il existe donc des conditions idéales pour la reproduction et le repos des oiseaux. Sa valeur en tant que lieu de reproduction dépend d’une lutte continue contre le renard sur l’île et du 1er avril au 31 août il y a une interdiction totale de la circulation sur l’île et dans un rayon de 100 m autour. La Société ornithologique danoise a observé 174 espèces d’oiseaux sur l’île. Celle-ci fait partie de la zone Natura 2000 n° 65 Nissum Fjord, qui est à la fois un habitat, une zone de protection des oiseaux et une zone de chasse.
Surtout dans les parties nord et est de l’île il y a plusieurs petits trous d’eau avec, entre autres plantes, une végétation de canneberge, de canche cespiteuse et de bolbochoins. Le point culminant est à quatre mètres au-dessus du niveau de la mer.